# Mina Bissell
Mina J. Bissell es una bióloga iraní-estadounidense conocida por su investigación sobre el cáncer de mama. En particular, ha estudiado los efectos del microambiente de una célula, incluida su matriz extracelular, sobre la función del tejido.

## Biografía
Bissell nació en Teherán, Irán. Cuando se graduó de la escuela secundaria, fue la mejor de su año en Irán. Un amigo de la familia, a través contactos estadounidenses, la alentó a viajar a los Estados Unidos. Se inscribió en Bryn Mawr y luego se trasladó a Radcliffe College, donde obtuvo una licenciatura en química. Obtuvo un doctorado en bacteriología de la Escuela de Medicina de Harvard y se le otorgó una beca postdoctoral de la Sociedad Americana del Cáncer en la Universidad de California, Berkeley.

## Carrera
Se unió al Laboratorio Lawrence Berkeley como bioquímica en 1972 y posteriormente se convirtió en Científica Senior, Directora de Biología Celular y Molecular, Directora de la División de Ciencias de la Vida y Científica Distinguida. En 1996, recibió el Premio y medalla Ernest Orlando Lawrence, el más alto honor científico otorgado por el Departamento de Energía de Estados Unidos. Bissell, miembro de la Academia Americana de Artes y Ciencias y del Instituto de Medicina , recibió la Beca Guggenheim, el Premio Mellon de la Universidad de Pittsburgh, el Premio Eli Lilly / Clowes de la Asociación Americana para la Investigación del Cáncer, y la Medalla de Honor de la American Cancer Society. Fue elegida para la Academia Nacional de Ciencias en 2010, uno de los más altos honores otorgados a los científicos.  En 2016, la Sociedad Americana de Biología Celular le otorgó la Medalla EB Wilson, su más alto honor científico, por su trabajo que muestra que el contexto físico es importante en las células y sus demostraciones de que la matriz extracelular (MEC) es parte integral de la remodelación del tejido mamario y progresión del cáncer de mama. 
Es la exjefa de ciencias de la vida en el Laboratorio Lawrence Berkeley.  Su trabajo comenzó hace más de 30 años sobre el efecto de la arquitectura tisular y el papel del microentorno celular en el cáncer, pero se ha vuelto cada vez más influyente en el campo de la biología del cáncer y  terapias contra el cáncer.  Se le atribuye la idea radical pero cada vez más aceptada de que el fenotipo puede dominar sobre el genotipo en el desarrollo normal y la enfermedad.
Bissell y su colega, William Ole Peterson, han desarrollado la cultura 3D en la investigación del cáncer. Han mostrado células epiteliales mamarias no tumorgénicas (de tipo normal) que forman acinos esféricos monocapa con luz hueca y células epiteliales mamarias tumorgénicas que forman acinos irregulares llenos (Petersen OW, et al. PNAS 89 (19): 9064-9068). Ha publicado unos 300 artículos y capítulos de libros.
En junio de 2012 se presentó en la conferencia TED .  En el día del Cáncer 2013, esta charla se presentó como la primera charla en una serie de diez sobre el cáncer presentadas por TED.